# Università Nazionale delle Tonga
L'Università Nazionale delle Tonga è un'università pubblica situata a Nukuʻalofa.

## Storia
Nel 2020 il Ministero dell'Istruzione avviò uno studio per valutare le opinioni della popolazione riguardo l'eventuale fondazione di un'universita nazionale, rilevando così un ampio sostegno pubblico.
Nell'agosto del 2021 l'Assemblea legislativa annunciò l'approvazione del Tonga National University Act, per inglobare in un'unica istituzione sei istituti universitari di Tongatapu: Tonga Institute of Higher Education (TIOE), Tonga Institute for Higher Education (TIHE), Tonga Institute of Science and Technology (TIST), Tonga Maritime Polytechnic Institute (TMPI), Queen Salote School of Nursing and Allied Health (QSINAH) e il Tonga Police College (TPC).
La nuova legge ottenne il regio assenso nel maggio 2022 e si prefisse anche altri obiettivi:
- Il raggiungimento di un'istruzione adeguata ai bisogni delle persone;
- La promozione di un uso sostenibile delle risorse attraverso l'insegnamento;
- La facilitazione dello studio sulla cultura tongana;
- La promozione della ricerca sulle questioni che interessano il paese.

L'Università è stata ufficialmente inaugurata a Pahu, frazione di Nukuʻalofa, il 20 gennaio 2023 dal principe ereditario Tupoutoʻa ʻUlukalala. È operativa dal 27 gennaio, sia in tongano che in inglese.

## Struttura
L'Università e articolata in cinque facoltà:
- Educazione, Arti e Discipline umanistiche:
  - Scuola di Educazione;
  - Scuola di Media e Giornalismo;
  - Scuola di Cultura e Lingua Tongana.
- Scienza e Tecnologia:
  - Scuola di Informazione e Tecnologia della Comunicazione;
  - Scuola di Agricoltura;
  - Scuola Marittima Fokololo 'oe Hau;
  - Scuola di Scienza e Tecnologia.
- Infermieristica e Scienze della Salute:
  - Queen Salote School of Nursing and Midwifery;
  - Scuola di Scienze della Salute.
- Business e Amministrazione Pubblica:
  - Scuola di Business e Amministrazione Pubblica;
  - Scuola di Contabilità;
  - Scuola di Turismo e Ospitalità;
  - Tonga Police School of Law Enforcement and Security.
- Centro Nazionale per il Cambiamento Climatico e l'Energia:
  - Climate Change Centre, Ministero della Meteorologia, Energia, Gestione dei Disastri, Ambiente, Cambiamento Climatico e Comunicazione (MEIDECC).

## Rettori
- Tupou VI delle Tonga (dal 2023).[1]